# Cártel del Noreste
El Cártel del Noreste o CDN es una organización criminal mexicana, producto de una escisión de Los Zetas, nacida como eclosión por la captura de su último líder absoluto: Omar Treviño Morales, alias Z-42  que este fue Extraditado a Estados Unidos junto a su Hermano Miguel Ángel Treviño Morales, El Z-40. En febrero de 2025. después ocupó el lugar su sobrino es Juan Gerardo Treviño Chávez. En febrero de 2025 fue designado como una "organización terrorista" extranjera por el Departamento de Estado de Estados Unidos. Sus principales actividades criminales son: secuestro, extorsión, Narcotráfico, trata de personas, narcotráfico, lavado de dinero, asesinato  así como el control de las actividades locales como la prostitución, y el tráfico ilegal de personas, entre otras. 
Tienen el control total de la ciudad de Nuevo Laredo su plaza principal. Su área de dominio son los estados de Tamaulipas, Nuevo León, Coahuila, San Luis Potosí y Veracruz. Se dice que tiene presencia operacional en Estados Unidos, Guatemala, Honduras y Colombia; en este último, se cree que le quitó a Los Zetas el negocio de la compra de cocaína, luego de su desaparición como grupo criminal.

## Historia

### Antecedentes
Anteriormente, la familia Treviño Morales, formada por Rodolfo Treviño y María Arcelia Morales, quienes tuvieron un total de 13 hijos, de los cuales 6 se iniciaron en el crimen a muy temprana edad, tenían relación con una pandilla que controlaba la ciudad de Nuevo Laredo llamada Los Texas. Ahí fue donde Miguel Ángel, Juan Francisco y Omar Treviño Morales iniciaron su vida criminal. En 2001, el Cártel del Golfo absorbió a Los Texas y el 29 de diciembre de 1993, en una revisión que el servicio de aduanas de Estados Unidos realizó al azar, el vehículo de Juan Francisco fue detenido y él negó en dos ocasiones que llevara más de 10 mil dólares en efectivo. Al buscar en el auto, se encontraron 47 mil 984 dólares, que le fueron confiscados.
Miguel Ángel y Omar Treviño Morales, El Z-40 y Z-42 fueron los Comandantes de realizar la Batalla de Tubutama el 1 de julio de 2010 en Sonora, para apoyar a El Cid M-4 por órdenes de Heriberto Lazcano Lazcano El Lazca Z-3, Contra las Fuerzas del Cartel de Sinaloa comandados por Jesús Gregorio Villanueva Rodríguez "El R-5", donde dicen que murieron más de 200 personas mientras que los medios dicen que entre 21 a 29 muertos. Fue el mayor Enfrentamiento entre el Cartel de La Mochomera (Zetas/Beltran/Juárez) y el Cartel de Sinaloa
Miguel Ángel Treviño no tuvo una carrera militar en el Ejército, fue reclutado por Osiel Cárdenas Guillen, jefe del Cartel del Golfo, cuando era uno de sus principales mensajeros. Su principal virtud ahí fue hablar inglés, situación que ayudó a Osiel a sus negocios en los Estados Unidos. Como mensajero, obtuvo toda la confianza de la familia de Osiel, al tiempo que creció en el liderazgo de Los Texas, pandilla dedicada a dominar el territorio de Nuevo Laredo y lugar en el que el Z-40 comenzó a cobrar derecho de piso al resto de organizaciones delictivas que trataban de operar en la entidad. Tras ver su crecimiento, Osiel Cárdenas lo puso al servicio de su hermano Ezequiel Cárdenas, alias "Tony Tormenta", cuando fue nombrado como uno de los principales sicarios de la organización, Miguel Ángel Treviño Morales fue capturado en 2013, por lo que el mando de la organización paso a su hermano, Omar Treviño Morales.

### Origen de la Organización
Tras la captura de Omar Treviño Morales (alias el Z-42) en 2015, y tras la captura de Ramiro Pérez Ramos, "El Rama" tan solo un mes después, el hermano del Z-42 Juan Francisco Treviño Morales intento asumir el liderazgo de Los Zetas ante el descontento de otros líderes y miembros ya que acusaban a Treviño de delatar a los otros líderes como es el caso de Ramiro Pérez Ramos. Dicha disputa por el liderazgo llevó a enfrentamientos entre las diferentes facciones de Los Zetas por el control de los territorios, lo que derivó en la fractura de la organización.
Tras la división de Los Zetas, se formaron dos grupos criminales, las cuales se enfrascaron en una disputa por el control de Tamaulipas, estas facciones son “Los Zetas de la Vieja Escuela” y el Cártel del Noreste, nombre que  Juan Francisco Treviño Morales dio a su facción de los Zetas e inmediatamente se hizo pública su creación, teniendo entendido que su principal bastión sería la plaza de Nuevo Laredo.

### Liderazgo de la Organización
Juan Francisco Treviño Morales alias ''Kiko'' fue presuntamente detenido en septiembre de 2016 por elementos de la DEA en Houston, el mando del Cartel del Noreste fue asumido por Juan Gerardo Treviño Morales alias "El Huevo" o "Huevo". El 10 de febrero del 2020 es arrestado en el estado de Tamaulipas Pablo César "G" alias "El Takia", principal lugarteniente del cartel en Nuevo Laredo, acusado de participar en la ejecución de cinco funcionarios de la entonces Procuraduría General de Justicia del Estado de Tamaulipas en hechos ocurridos la noche del 4 de enero del 2017 en el municipio de Nuevo Laredo. El 26 de marzo fueron arrestados 11 miembros del cártel quienes en diversas acciones derivadas de operativos de inteligencia, elementos de la policía aseguraron armas de diverso calibre, vehículos, cartuchos, droga y equipo táctico, en el municipio de Torreón en el estado de Coahuila. El 4 de agosto del 2020 fue arrestada Guadalupe Villarreal Gómez "N" y su pareja, en el municipio de Nuevo Laredo, líder de una facción del Cártel del Noreste. Se le asignó a diversos municipios tanto del sur como del norte del estado y en los cuales mantuvo relaciones con mandos criminales como del Cártel Del Golfo y Los Zetas.
 El 13 de marzo del 2022, fue detenido Juan Gerardo Treviño Chávez alias "El Huevo" o "Huevo", líder del Cartel y jefe de La Tropa del Infierno desde 2016, tras un operativo en la colonia Hidalgo en Nuevo Laredo, Tamaulipas y por el cual se dieron varios enfrentamientos y bloqueos en la ciudad, entre los que destacan 38 agresiones armadas en contra de varias bases militares, así como un ataque dirigido al Consulado de los Estados Unidos, debido a su peligrosidad y relevancia en la estructura de la organización, así como detener cualquier intento de rescate por parte de su grupo delictivo, tras su detención y aseguramiento fue transportado en helicóptero a Piedras Negras, Coahuila, custodiado por elementos de la Guardia Nacional, Ejército y Fuerza Aérea Mexicana y más tarde a la Ciudad de México dónde se mantuvo hasta la noche del lunes 14 de marzo para ser deportado a Estados Unidos, dónde tiene ciudadanía y una orden de aprehensión en su contra ya que se encontraba en México de manera ilegal.

## La Tropa Del infierno
La "Tropa del Infierno" es el brazo armado del Cártel del Noreste fue creada por Juan Francisco Treviño como brazo ejecutor, conocidos por su brutalidad, se disputan el territorio de Tamaulipas con organizaciones criminales como Los Zetas Vieja Escuela y el Cártel del Golfo, así mismo el cartel ha intentado pelear partes de la Zona metropolitana de Monterrey y gran parte de los estados de Coahuila, Nuevo León, Tamaulipas, con armamento, la mayoría proviene de armerías en Arizona y Texas, Estados Unidos, y el destino de este mercado son bandas de la delincuencia organizada. El líder de "La Tropa del Infierno" está identificado únicamente como "El Werko", quien estaría casado con una sobrina de Miguel Ángel y Omar Treviño Morales, alias "El Z-40" y "El Z-42", respectivamente, quienes actualmente se encuentran en prisión. Cabe indicar que La Tropa del Infierno ha sido la protagonista de múltiples enfrentamientos registrados en Tamaulipas y en los últimos meses ha desatado el pánico entre la población.

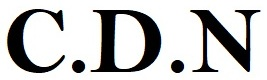
Siglas usadas por el cártel en su equipo táctico y camionetas

También el grupo es conocido por amedrentar a la población que denuncien o graben actividades o enfrentamientos del grupo.

### Ataques realizados por la Tropa del Infierno
El primer ataque notable de la Tropa del Infierno ocurrió en Nuevo Laredo el 24 y 25 de marzo de 2018, este ataque fue contra elementos de la Marina que estaban en distintas bases de operaciones en la ciudad, el primer ataque ocurrió en los cruces de la carretera a Monterrey y carretera a aeropuerto, donde 6 elementos resultaron gravemente heridos y un capitán de la marina murió por un impacto de bala de Barrett calibre 50, así como un sicario murió al volcarse en el vehículo de los sicarios, se presume que otros más fueron abatidos pero eso jamás se confirmó; el segundo ataque ocurrió cuando elementos de otra base de operaciones se dirigía a brindar a apoyo a sus compañeros, fueron atacados a sólo 600 metros del cuartel ubicado en la unidad deportiva de nuevo Laredo, cerca de la salida a Piedras Negras donde 4 marinos resultaron lesionados, pero no se reportaron bajas de ningún bando, el tercer y último ataque ocurrió a escasos metros del río Bravo al norte de Nuevo Laredo, donde 3 sicarios fueron brutalmente abatidos por los marinos y 3 más resultaron con heridas leves, según miembros del Cartel, realizaron los ataques debido a que la Marina estaba levantando a su gente. Después de este evento conocido como "El Topón del Diablo", la Marina lanzó una ofensiva en represalia por esos ataques, llegando Marinos de élite, durante su estancia en la ciudad, levantaron a alcones, estacas, sicarios y algunos líderes, y los desaparecieron, pero la CNDH de Nuevo Laredo denunció a la Marina alegando que esas personas eran inocentes, aunque si hubo pruebas que eran miembros del Cartel del Noreste, el gobierno retiró a la Marina a últimos del 2018.
El 6 de noviembre los elementos de Fuerza Civil abatieron a cinco sujetos integrantes del Cártel del Noreste luego de un enfrentamiento en el municipio de Lampazos de Naranjo, en el estado fronterizo de Nuevo León.
Una serie de enfrentamientos entre las fuerzas de seguridad y miembros de la Tropa del Infierno registraron en Nuevo Laredo entre el 14 y 15 de noviembre dejando un soldado y seis sicarios muertos. Según reportes de inteligencia, la organización criminal le declaró la guerra al Ejército el 5 de septiembre, día en que ocho de sus miembros fueron acribillados por elementos del Grupo de Operaciones Especiales durante una presunta ejecución extrajudicial. El 20 de noviembre atacaron a un grupo de soldados y, al escapar, robaron vehículos de unos clientes de un supermercado en Nuevo Laredo. Entre el 1 y 2 de diciembre se reportaron una serie de enfrentamientos armados en Villa Unión, Coahuila dejando un saldo de 22 personas muertas, incluyendo sicarios, civiles y miembros de la fuerza de seguridad, dos detenidos y 25 vehículos asegurados. Los eventos ocurrieron cuando 15 miembros de la Policía Estatal de Coahuila se enfrentaron por más de hora y media a 60 civiles armados, hasta la llegada de elementos la Fuerza Civil, de la Fiscalía General del Estado y de la Secretaría de Defensa Nacional (SEDENA). Al día siguiente aparecieron muertos dos civiles que habían sido secuestrado por sicarios.
El 9 de enero del 2020, se reportó un enfrentamiento entre elementos de las fuerzas de Seguridad de Coahuila y miembros del CDN, dejando como saldo ocho sicarios muertos, esto en el municipio de Guerrero, Coahuila. No fue hasta el 13 de marzo miembros de la Tropa del Infierno se enfrentaron a balazos a miembros del Cártel del Golfo esto en el municipio de Doctor Coss, en dirección contraria del entronque del ejido Brasil a la altura del ejido Peña Blanca, en los límites del estado. Las autoridades encontraron solo camionetas incendiadas, casquillos y algunas armas esparcidas en el lugar, del cual se desconoce la cantidad de muertos o heridos. El 17 de marzo integrantes del CDN incendiaron ocho autobuses de pasajeros, pertenecientes a la empresa Senda Citi, todo por no pagar derecho de piso, esto en la ciudad de Nuevo Laredo. Al día siguiente es abatido "El Pinpón", lugarteniente de la Tropa del Infierno, además de un Policía Estatal, así como otros dos agentes resultaron heridos. "El Pinpón" se encontraba en la lista de los más buscados dentro del programa Binacional de Seguridad y Prosperidad, emprendido entre los gobiernos de Tamaulipas y Texas, Estados Unidos.
El 30 de abril miembros del Cártel del Noreste intentaron emboscar a miembros de la Secretaría de Marina, resultando en un enfrentamiento que dejó al menos siete sicarios muertos, así como armas, vehículos y dinero que fueron asegurados por las fuerzas de seguridad. El 7 de mayo sicarios de la Tropa del Infierno, atacaron a soldados del ejército que viajaban a bordo de un helicóptero,  mientras realizaban un recorrido de vigilancia, esto en el municipio de Nuevo Laredo. El 3 de julio miembros de la Tropa del Infierno se enfrentaron a tiros con personal de la SEDENA se lograron decomisar dos fusiles de precisión Barrett M82 y ocho AR-15 utilizados en el ataque. Doce presuntos delincuentes fueron abatidos durante el enfrentamiento, al parecer pertenecían a la “Tropa del Infierno”.
El 16 de julio del presente año un enfrentamiento entre miembros de la Tropa del Infierno y miembros del Cártel del Golfo se reportó en la localidad de "Los Guerra", en el municipio Miguel Alemán, dejando tres sicarios muertos y el aseguramiento de dos vehículos A mediados de agosto integrantes de la Tropa del Infierno realizaron ataques armados y narcobloqueos en municipios como Allende, Nava y Piedras Negras El 21 de agosto de 2020 ocho sicarios de la Tropa del Infierno. en las cercanías de la ciudad de Nuevo Laredo, acusando a los militares de asesinatos extrajudiciales.
El 18 de septiembre un enfrentamiento a las afueras del municipio de General Treviño cerca de la comunidad San Javier limítrofe con Tamaulipas, registrando un saldo de un delincuente muerto y tres policías heridos. El 5 de noviembre un grupo de sicarios se enfrentaron con otros delincuentes en la comunidad de Comales, en el municipio de Camargo, dejando un sedan y un camión totalmente incinerados y dos camionetas con blindaje artesanal (una Toyota Tundra y una Ram 5500), además de varios ponchallantas abandonados en la carretera. Si bien no se encontraron rastros de sangre, las autoridades no descartan muertes en ambos bandos.
El 24 de noviembre es asesinado en una emboscada el secretario de Seguridad Pública de Doctor Coss junto a su escolta, y otros dos policías municipales resultaron con heridas leves. El ex secretario había sido víctima de emboscadas en los meses de abril y mayo del presente año, además de la sospecha de que los atacantes usaron "camionetas monstruo", para realizar la emboscada.
El 8 de septiembre del 2021 es detenido Martín Rodríguez Barbosa alias el Cadete, por agentes del Ejército mexicano en Tamaulipas, pues se le identifica como presunto cabecilla de la Tropa del Infierno. Horas después de su arresto, se suscitaron una serie de enfrentamientos alrededor de Nuevo Laredo, que dejó como saldo once sicarios muertos y dos civiles, resaltando que los delincuentes usaron vehículos de blindaje artesanal y rifles Barrett M82.
El 26 de junio del 2022 durante la madrugada, Agentes de la Fuerza Civil de Nuevo León fueron emboscados en la carretera Anáhuac-Colombia por un comando delincuencial de 10 vehículos aproximadamente, a las 3:00 a. m. del domingo 26 de junio, los agentes se encontraban realizando patrullaje en la zona, cuando el convoy armado abrió fuego, los elementos al percatarse que no podían repeler el ataque solicitaron apoyo, pero al llegar el apoyo de Ejército Mexicano y Policías Municipales del municipio, los delincuentes ya habían emprendido la huida, se reportó que los 6 agentes fueron asesinados, asimismo 3 agentes fueron secuestrados y posteriormente asesinados en Coahuila.

## Conflicto con otras facciones de los Zetas
El sobrino Treviño tomó el poder de la facción Zeta de Nuevo Laredo, después de que la organización se sumergió en una larga disputa por la dirección; pugnas que la han debilitado e hicieron que perdiera por un momento influencia en toda la región frente a su rival: El Cártel del Golfo. 
Ambas escisiones aseguran tener a la mayoría de Los Zetas alineados dentro de sus respectivos bandos. Con la captura de José María Guizar Valencia, alias Z-43, en febrero de 2018, queda desmantelada la facción 'Vieja Escuela' de Los Zetas, quedando el Cártel del Noreste como los últimos sobrevivientes de este grupo y el hijo de Kiko Treviño, Juan Gerardo Treviño Chávez, alias El Huevo, como el último líder que queda de Los Zetas aunque aun sobreviven otras como 'Sangre Nueva Z' '35-Z' y otras más siendo 12 en total. El Cártel del Noreste,funciona de manera independiente, pese a tener elementos que les hace familiarizarse con Los Zetas.

## Estructura
La estructura del Cártel del Noreste cambió completamente el esquema de los cárteles mexicanos al eliminar el concepto de jefe de plaza, teniendo como único líder a Juan Francisco Treviño, haciendo valer sus órdenes mediante la designación de comandantes por zonas pequeñas, ya sea un sector de la ciudad o una colonia. Así mismo, se mantuvieron los rangos basados en la disciplina militar que tenían Los Zetas. Luego de la captura en 2016 de Kiko Treviño en Estados Unidos, su hijo, Juan Gerardo Treviño, alias El Huevo, asumió el control de este cártel 
Los Halcones, Punteros, Focas o CélulasEs el nivel más bajo y son los vigilantes encargados de espiar las actividades de la autoridad u otros cárteles. Generalmente, son las autoridades municipales y jóvenes de entre 12 y 25 años con bajos recursos que viajan en motonetas y automóviles, incluso, sin matrícula. Cabe mencionar que los demás grupos criminales también utilizan halcones para espiar los movimientos de las autoridades. Les pagan 5.000 pesos quincenales.
Los EstacasSimilar a una escuadra en el ejército mexicano, son integrantes que operan en la ciudad día y noche en convoyes de unas 2 camionetas o más. Por lo general, son 12 sicarios por operativo (similar a un pelotón) y ellos hacen operativos en las ciudades, reciben órdenes de los comandantes, por ejemplo, para el apoyo en tiroteos o ejecuciones. Originalmente, esta era la formación que usaban Los Zetas para desplazarse, por lo general, son jóvenes entre los 12 y 25 años vestidos con chalecos, armas cortas, largas y sofisticadas.

### Los Comandantes del Cartel
Por cada una de las ciudades controladas por la organización se designan a los comandantes, quienes son los encargados de hacer cumplir las órdenes y mantener controladas a las pandillas que trabajan para el cártel. Estos mandos cambian constantemente, pues regularmente son los que más bajas tienen en la organización al ser los principales objetivos de las autoridades y las bandas rivales.
El único comandante conocido del Cártel del Noreste está encargado de sobrellevar la guerra contra el Cártel del Golfo, siendo originario de Nuevo Laredo, Tamaulipas.